# Alfrun Kliems
Alfrun Kliems (* 23. Mai 1969 in Wriezen, Brandenburg) ist eine deutsche Literaturwissenschaftlerin, Slawistin und Hochschullehrerin. Ihre Forschungsschwerpunkte sind Kultur- und Sprachwechsel, Exilliteraturen sowie der Underground in Ostmitteleuropa.

## Leben
Von 1988 bis 1993 studierte Kliems Russistik und Bohemistik an der Humboldt-Universität zu Berlin und der Karls-Universität in Prag.  In dem Zeitraum von 1998 bis 2001 war sie in Leipzig als wissenschaftliche Mitarbeiterin am Geisteswissenschaftlichen Zentrum Geschichte und Kultur Ostmitteleuropas (GWZO) im Projekt „Grundbegriffe und Autoren in den ostmitteleuropäischen Exilliteraturen 1945–1989“ tätig. Im Jahr 2000 promovierte sie mit der Dissertation Im Stummland. Zum deutschsprachigen Exilwerk von Libuše Moníková, Jiří Gruša und Ota Filip zur Doktorin (Dr phil.). Die Doktorarbeit erschien 2003 als Monografie bei der Peter-Lang-Verlagsgruppe.
Von 2001 bis 2003 wirkte sie als wissenschaftliche Mitarbeiterin am Institut für Slawistik der Humboldt-Universität zu Berlin (Lehrstuhl für Westslawische Literaturen) und in den Jahren 2004 bis 2011 übernahm sie die Fachkoordinatorin für Literaturwissenschaft Ostmitteleuropas am Leipziger GWZO. In den Jahren 1997–2004 lehrte sie an der Humboldt-Universität zu Berlin und 2005–2011 an der Universität Leipzig. Seit dem Wintersemester 2012/13 ist sie Hochschullehrerin für Westslawische Literaturen und Kulturen an der Humboldt-Universität zu Berlin.
Kliems verfasste mehrere einschlägige Monografien und gab u. a. das dreibändige Standardwerk Lyrik des 20. Jahrhunderts in Ost-Mittel-Europa heraus.

## Publikationen
- Im Stummland. Zum Exilwerk von Libuše Moníková, Jiří Gruša und Ota Filip. (zugleich Dissertation Humboldt-Universität zu Berlin 2000) Lang, Frankfurt am Main 2003, ISBN 978-3-631-39983-5.
- als Mitautorin: Grundbegriffe und Autoren ostmitteleuropäischer Exilliteraturen 1945–1989. Ein Beitrag zur Systematisierung und Typologisierung. 2004, ISBN 978-3-515-08389-8.
- mit Marina Dmitrieva: The Post Socialist City. Continuity and Change in Urban Space and Imagery. Jovis-Verlag, Berlin 2009, ISBN 978-3-86859-018-0. (englisch)
- Der Underground, die Wende und die Stadt. Poetiken des Urbanen in Ostmitteleuropa (= Edition Kulturwissenschaft, Bd. 32). Transcript, Bielefeld 2015, ISBN 978-3-8376-2574-5.

Als Herausgeberin
- Slowakische Kultur und Literatur im Selbst- und Fremdverständnis. Ludwig Richter zum 70. Geburtstag (= Forschungen zur Geschichte und Kultur des östlichen Mitteleuropa, Bd. 22). Steiner, Stuttgart 2005, ISBN 978-3-515-08676-9.
- mit Martina Winkler: Sinnstiftung durch Narration in Ost-Mittel-Europa. Geschichte – Literatur – Film (=  Geschichtswissenschaft und Geschichtskultur im 20. Jahrhundert, Bd. 7). Akademische Verlagsanstalt, Leipzig 2005, ISBN 978-3-931982-40-9.
- Lyrik des 20. Jahrhunderts in Ost-Mittel-Europa. (dreiteiliges Werk)
  - Band 1: Spätmoderne (=  Literaturwissenschaft, Bd. 2). Frank & Timme, Berlin 2006, ISBN 978-3-86596-020-7.
  - Band 2: Sozialistischer Realismus (= Literaturwissenschaft, Bd. 6). Frank & Timme, Berlin 2006, ISBN 978-3-86596-021-4.
  - Band 3: Intermedialität (= Literaturwissenschaft, Bd. 11). Frank & Timme, Berlin 2007, ISBN 978-3-86596-022-1
- mit Marina Dmitreva, Arnold Bartetzky: Imaginationen des Urbanen. Konzeption, Reflexion und Fiktion von Stadt in Mittel- und Osteuropa. Lukas Verlag, 2009, ISBN 978-3-86732-022-1.
- Überbringen – Überformen – Überblenden. Theorietransfer im 20. Jahrhundert. Böhlau Verlag, Wien 2009, ISBN 978-3-412-20438-9.
- Unter der Stadt. Subversive Ästhetiken in Ostmitteleuropa. Böhlau Verlag, Wien 2013, ISBN 978-3-412-22139-3.
- Spielplätze der Verweigerung. Gegenkulturen im östlichen Europa nach 1956. Böhlau Verlag, Wien 2014, ISBN 978-3-412-22268-0.
- mit Christine Gölz (Hrsg.), Birgit Krehl (Hrsg.): „Die unerträgliche Leichtigkeit des Haiku“. Der Künstler Karel Trinkewitz.  Verlag Janos Stekovics, Dößel 2016, ISBN 978-3-89923-368-1.